# Grevillea obtecta
Grevillea obtecta är en tvåhjärtbladig växtart som beskrevs av W.M. Molyneux. Grevillea obtecta ingår i släktet Grevillea och familjen Proteaceae. Inga underarter finns listade i Catalogue of Life.